# JFE Steel

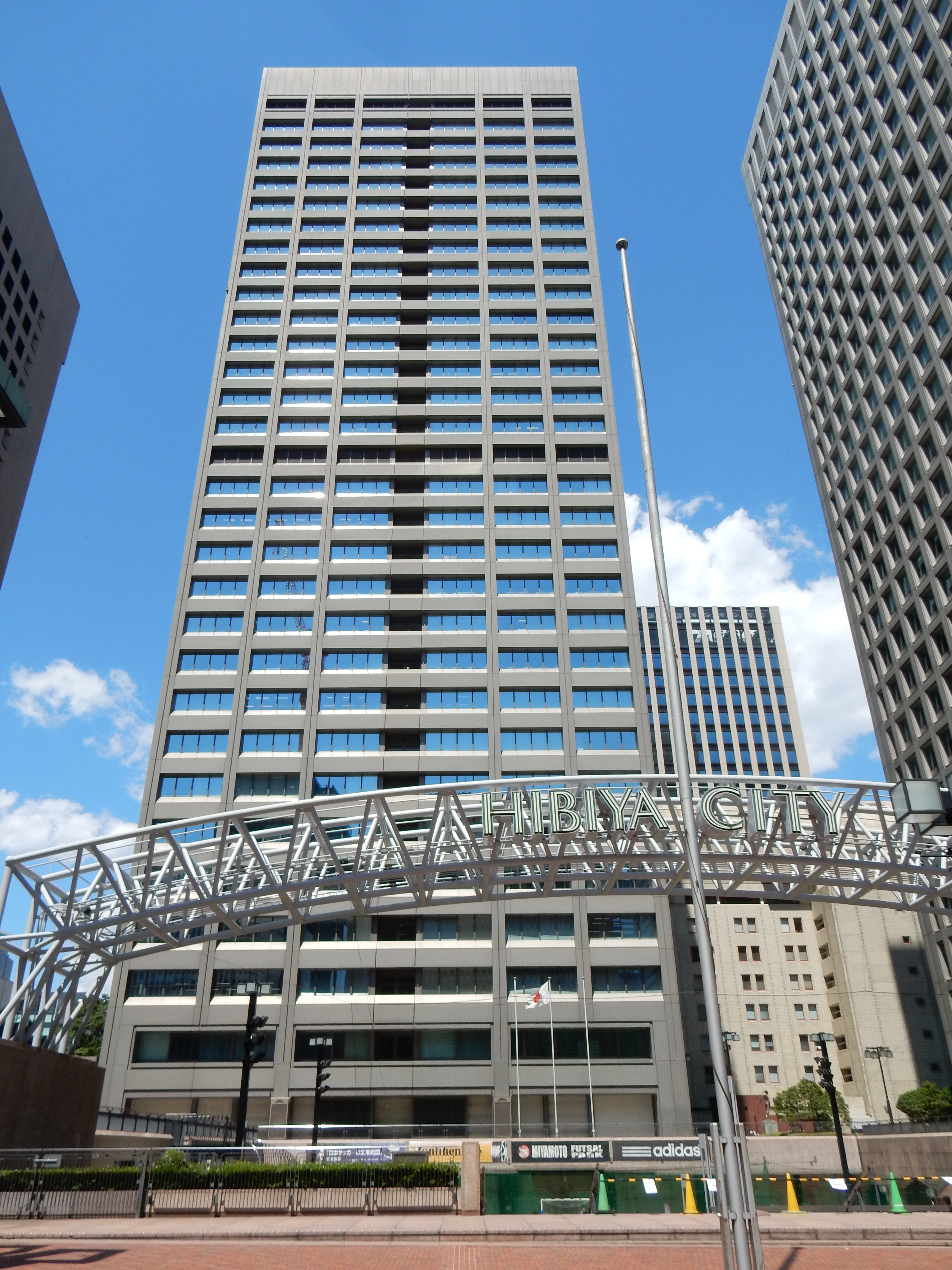
JFE Holdings and JFE Steel are headquartered in Hibiya International Building (日比谷国際ビル), Tokyo, where Kawasaki Steel was headquartered.

JFE Steel (Tiếng Nhật: JFEスチール) là hãng sản xuất thép lớn thứ 2 tại Nhật. Công ty được hình thành năm 2002 thông qua việc sáp nhập hai hãng Kawasaki Steel và NKK (Nihon Kokan). JFE steel thuộc sở hữu của JFE Holdings, niêm yết tại sàn giao dịch chứng khoán Tokyo.

## Sơ lược về Kawasaki Steel
Kawasaki Heavy Industries (KHI) bắt đầu kinh doanh với tư cách công ty đóng tàu vào năm 1878 tại Kawasaki, Kanagawa, và bắt đầu sản xuất thép phục vụ chính mình từ năm 1906. Trong thời kỳ phục hồi kinh tế sau thế chiến thứ hai, KHI mở rộng mảng sản xuất thép dưới cái tên Kawasaki Steel.
Kawasaki Steel mở xưởng Chiba Iron Works vào 1951, sau đó là xưởng Mizushima Iron Works, giờ mang tên Kurashiki Iron Works vào năm 1961. Năm 1989, hãng tham gia làm đối tác của Armco, U.S.A.. Công ty được đổi tên thành AK Steel Holding vào 1993. Kawasaki Steel cùng với hãng Vale do Rio Doce của Brazil tái lập hãng California Steel Industries vào năm 1986.
Kawasaki Steel còn có thỏa thuận hợp tác với Dongkuk Steel của Hàn Quốc vào năm 1991 và Hyundai Hysco vào năm 2000.
It made cooperative agreement with Korea's Dongkuk Steel in 1991 and another agreement with Hyundai Hysco in 2000.

## Sơ lược về NKK
Nihon Kokan Co., Ltd. (NKK), được thành lập năm 1912 với một xưởng sản xuất ống thép tại in Kawasaki, Kanagawa, vịnh Tokyo. Sau thế chiến thú hai, xưởng được tái lập năm 1946. Năm 1968, các cơ sở của Kawasaki, Tsurumi và Mizue được liên hợp lại thành Keihin Iron Works.
NKK mở xưởng Fukuyama Iron Works tại Fukuyama, Hiroshima vào năm 1965. Năm 1976, công ty mở rộng công xưởng Keihin Iron Works ra khu Ogishishima, một đảo mới cải tạo trên vịnh Tokyo, đặt một lò cao, sau đó là 1 lò thổi, một xưởng cán phôi dẹt, khối, thanh và một xưởng cán thép tấm. Năm 1979, có thêm lò cáo thứ 2 và một xưởng cán nóng.
NKK chiếm 50% cổ phần hãng National Steel vào năm 1990 nhưng đã bán công ty bày cho U.S steel vào năm 2002.

## Các địa điểm sản xuất chính
- Keihin Steel Works
- Chiba Steel Works
- Kurashiki Steel Works
- Fukuyama Steel Works